# NGC 7100
NGC 7100 este o galaxie situată în constelația Pegas. A fost descoperită în 31 august 1886 de către .